# Robert Kántor
Robert Kántor, född 25 februari 1977 i Brno, Tjeckien, är en tjeckisk f.d. ishockeyspelare som spelat för en lång rad klubbar i Europa. Bl.a för Ak Bars Kazan och Dynamo Moskva i Ryska superligan. Kántor har även spelar i svenska Elitserien i ishockey för Färjestads BK och Rögle BK, i finska FM-ligan för Jokerit, HIFK och Tappara samt för fler klubbar i Tjeckien, Slovakien och Tyskland. Kántor avslutade sin karriär med Graz 99ers i österrikiska EBEL 2012. Hans moderklubb är HC Kometa Brno.